# 228 a. C.
El año 228 a. C. fue un año del calendario romano prejuliano. En el Imperio romano se conocía como el año 526 ab urbe condita.

## Acontecimientos
- Consulados de Espurio Carvilio Máximo Ruga, cos. II, y Quinto Fabio Máximo Verrucoso, cos. II, en la Antigua Roma.[1]
- Tratado entre la República romana y Massalia.
- La República romana y Cartago firman un tratado en virtud del cual ambas partes se reparten la península ibérica, constituyendo la frontera el río Ebro como límite. Roma se quedaba con la zona norte y Cartago con la sur.
- El ejército romano vence a las fuerzas de la reina Teuta de Iliria (en la actual Albania). Termina la primera guerra iliria.
- Asdrúbal, jefe supremo de las fuerzas cartaginesas tras la muerte de Amílcar (c. 228 a. C.), funda Cartago Nova (Cartagena) en el levante español y ordena su fortificación.[2]

## Fallecimientos
- Amílcar Barca, general cartaginés, cuando huía del ataque del rey Orissón, jefe de los oretanos.
- Eudamidas III, rey de Esparta, es asesinado por su colega en el trono, Cleómenes III.

## Nacimientos
- Tito Quincio Flaminino, político y general romano (f. 174 a. C.).